# La Nuit du Titanic
Pour les articles homonymes, voir A Night to Remember.
La Nuit du Titanic (A Night to Remember) est un récit documentaire écrit en 1955 par l'historien américain Walter Lord sur le sujet du Titanic et de son naufrage en 1912. Pour l'écrire, Lord a rencontré une soixantaine de rescapés du drame.
L'ouvrage connaît un grand succès qui relance l'intérêt pour le paquebot disparu. Trois ans plus tard sort un film Atlantique, latitude 41°, qui en est l'adaptation. En 1986, après la découverte de l'épave du Titanic, Lord publie un nouvel ouvrage Les Secrets d'un naufrage (The Night Lives On) qui complète le précédent en prenant en compte les connaissances acquises par ces découvertes.

## Résumé
La Nuit du Titanic revient sur le naufrage du paquebot britannique Titanic, de la White Star Line. Parti de Southampton le 10 avril 1912, le paquebot heurte, le soir du dimanche 14, un iceberg. Le drame qui s'ensuit cause la mort de 1 500 personnes et bouleverse les mentalités en entrainant une totale remise en cause des règles de sécurité à bord des navires.

## Rédaction, parution et portée
Pour écrire son ouvrage, Walter Lord, passionné par l'histoire du Titanic depuis ses dix ans et un voyage à bord de son jumeau l’Olympic, a interrogé une soixantaine de rescapés du naufrage, qu'ils soient passagers ou membres d'équipage. Il étudie également les comptes rendus des commissions d'enquête sur le naufrage.
Le livre rencontre un grand succès, et relance une nouvelle vague d'intérêt pour ce sujet (la première datant de l'événement lui-même),. Par ailleurs, il apporte un regard nouveau sur le naufrage en donnant des détails sur les faits jusqu'ici ignorés.
Le film Atlantique, latitude 41°, adapté du livre, sort en 1958, et est réalisé avec pour conseiller technique le quatrième officier du navire, Joseph Boxhall. En 1986, peu après la découverte de l'épave du paquebot, Lord a écrit une suite intitulée Les Secrets d'un naufrage (The Night Lives On) : celle-ci lui permet de faire le point sur les connaissances apportées par la découverte.

## Éditions
Édition originale
- 1955 : A Night to Remember, New York, Holt, 209 p.

Éditions en français
Le livre a été traduit en français par Yves Rivière.
- 1958 : La Nuit du Titanic : 14-15 avril 1912, Paris, Robert Laffont, coll. « Ce jour-là », Paris, 203 p.
- 1961 : La Nuit du Titanic : 14-15 avril 1912, ill. Édouard Aidans, couv. Pierre Joubert, Verviers, Gérard et Cie, coll. « Marabout junior » (no 192), 156 p.
- 1963 : La Nuit du Titanic, Paris, J'ai lu, coll. « Leur aventure » (no 45), 190 p.
- 1998 : La Nuit du Titanic, préf. Alain Bombard, postf. Jean-Luc Majouret, Paris, L'Archipel, 239 p.  (ISBN 2-84187-097-9)
- 1998 : La Nuit du Titanic, préf. Alain Bombard, postf. Jean-Luc Majouret, Paris, Le Grand Livre du mois, 239 p.  (ISBN 2-7028-1517-0)
- 1998 : La Nuit du Titanic, préf. Alain Bombard, postf. Jean-Luc Majouret, Paris, J'ai lu (no 4928), 243 p.  (ISBN 2-290-04928-X)